# ديفيد تشارلز كولير
ديفيد تشارلز كولير (بالإنجليزية: David Charles Collier)‏ هو محامي أمريكي، ولد في 14 أغسطس 1871 في سنترال سيتي في الولايات المتحدة، وتوفي في 13 نوفمبر 1934 في سان دييغو في الولايات المتحدة بسبب نوبة قلبية.